# Németh Gábor Dávid
Németh Gábor Dávid (Budapest, 1994 –) költő, szerkesztő, kritikus.
Első verskötete Banán és kutya címmel jelent meg a FISZ gondozásában 2017-ben. Második könyvét Lebegő arborétum címmel a Prae jelentette meg 2022-ben. A Fatima című kamaraopera librettójának szerzője, az előadást a Kolozsvári Magyar Opera mutatta be. Második librettóját, az Emmát, a Müpa díjazta.